# Silicon Valley Classic 2018
Silicon Valley Classic 2018, oficiálním sponzorským názvem Mubadala Silicon Valley Classic 2018, byl profesionální tenisový turnaj pořádaný jako součást ženského okruhu WTA Tour, který se hrál na otevřených dvorcích s tvrdým povrchem v areálu sanjoséské státní univerzity. Probíhal mezi 30. červencem až 4. srpnem 2018 v americkém San José jako čtyřicátý sedmý ročník turnaje.
Turnaj představoval otevírací událost ženské části US Open Series 2018. Jeho rozpočet činil 799 000 dolarů a patřil do kategorie WTA Premier Tournaments. Nejvýše nasazenou hráčkou ve dvouhře se, po odstoupení dvou výše postavených tenistek, stala světová čtrnáctka Venus Williamsová ze Spojených států. Jako poslední přímá účastnice do dvouhry nastoupila americká 91. hráčka žebříčku Sofia Keninová.
Se změnou generálního partnera došlo ke změně názvu z Bank of the West Classic na Silicon Valley Classic a v rámci Kalifornie k přestěhování ze Stanfordu do San José.
Premiérovou singlovou trofej na okruhu WTA Tour vybojovala 30letá Rumunka Mihaela Buzărnescuová. Bodový zisk ji poprvé posunul do elitní světové dvacítky. První společnou trofej ze čtyřhry túry WTA si odvezla tchajwansko-česká dvojice bývalých světových jedniček Latisha Chan a Květa Peschkeová.

## Distribuce bodů a finančních odměn

### Distribuce bodů
| Soutěž  | vítězky | finalistky | semifinalistky | čtvrtfinalistky | 16 v kole | 32 v kole | 64 v kole | Q  | Q2 | Q1 |
| ------- | ------- | ---------- | -------------- | --------------- | --------- | --------- | --------- | -- | -- | -- |
| dvouhra | 470     | 305        | 185            | 100             | 55        | 30        | 1         | 25 | 13 | 1  |
| čtyřhra | 470     | 305        | 185            | 100             | 1         | —         | —         | —  | —  | —  |

### Finanční odměny
| Soutěž                              | vítězky  | finalistky | semifinalistky | čtvrtfinalistky | 16 v kole | 32 v kole | Q2     | Q1     |
| ----------------------------------- | -------- | ---------- | -------------- | --------------- | --------- | --------- | ------ | ------ |
| dvouhra                             | $136 695 | $72 885    | $39 820        | $22 760         | $11 380   | $7 460    | $3 445 | $1 930 |
| čtyřhra                             | $42 850  | $22 900    | $12 510        | $6 365          | $3 460    | —         | —      | —      |
| částka ve čtyřhře je uvedena na pár |          |            |                |                 |           |           |        |        |

## Ženská dvouhra

### Nasazení
| Španělsko                                                                     | Garbiñe Muguruzaová   | 7.  | 1. |
| USA                                                                           | Madison Keysová       | 12. | 2. |
| USA                                                                           | Venus Williamsová     | 14. | 3. |
| Belgie                                                                        | Elise Mertensová      | 15. | 4. |
| Rumunsko                                                                      | Mihaela Buzărnescuová | 24. | 5. |
| USA                                                                           | Serena Williamsová    | 27. | 6. |
| Čína                                                                          | Čang Šuaj             | 32. | 7. |
| Maďarsko                                                                      | Tímea Babosová        | 39. | 8. |
| Žebříček WTA k 23. červenci 2018; číslo je součtem umístění obou členek páru. |                       |     |    |

### Jiné formy účasti
Následující hráčky obdržely divokou kartu do hlavní soutěže:
- Ashley Kratzerová
- Claire Liuová
- Garbiñe Muguruzaová[8]
- Venus Williamsová[9]

Následující hráčka nastoupila do hlavní soutěže pod žebříčkovou ochranou:
- Serena Williamsová

Následující hráčky postoupily z kvalifikace:
- Amanda Anisimovová
- Verónica Cepedeová Roygová
- Georgina Garcíaová Pérezová
- Danielle Laová

Následující hráčky postoupily z kvalifikace jako tzv. šťastné poražené:
- Anna Blinkovová
- Magdalena Fręchová

### Odstoupení
Před zahájením turnaje
- Catherine Bellisová → nahradila ji  Kateryna Bondarenková
- Polona Hercogová → nahradila ji  Sofia Keninová
- Madison Keysová → nahradila ji  Magdalena Fręchová
- Garbiñe Muguruzaová → nahradila ji  Anna Blinkovová
- Anastasija Pavljučenkovová → nahradila ji  Heather Watsonová
- Maria Šarapovová → nahradila ji  Viktoria Azarenková
- Coco Vandewegheová → nahradila ji  Christina McHaleová

## Ženská čtyřhra

### Nasazení
| Stát                                                                          | Hráčka                | Stát               | Hráčka            | WTA | Nasazení |
| ----------------------------------------------------------------------------- | --------------------- | ------------------ | ----------------- | --- | -------- |
| Čínská Tchaj-pej                                                              | Latisha Chan          | Česko              | Květa Peschkeová  | 17. | 1.       |
| Rumunsko                                                                      | Mihaela Buzărnescuová | Spojené království | Heather Watsonová | 80. | 2.       |
| Ukrajina                                                                      | Ljudmyla Kičenoková   | Ukrajina           | Nadija Kičenoková | 84. | 3.       |
| Japonsko                                                                      | Miju Katová           | Japonsko           | Makoto Ninomijová | 92. | 4.       |
| Žebříček WTA k 23. červenci 2018; číslo je součtem umístění obou členek páru. |                       |                    |                   |     |          |

### Jiné formy účasti
Následující pár obdržel divokou kartu do čtyřhry:
- Tamara Culibrková /  Sybille Gauvainová

### Odstoupení
v průběhu turnaje
- Aryna Sabalenková

## Přehled finále

### Ženská dvouhra
- Mihaela Buzărnescuová vs.  Maria Sakkariová, 6–1, 6–0

### Ženská čtyřhra
- Latisha Chan /  Květa Peschkeová vs.  Ljudmyla Kičenoková /  Nadija Kičenoková, 6–4, 6–1